# Lionycteris spurrelli
Lionycteris spurrelli är en fladdermusart som beskrevs av Thomas 1913. Lionycteris spurrelli är ensam i släktet Lionycteris som ingår i familjen bladnäsor. IUCN kategoriserar arten globalt som livskraftig. Inga underarter finns listade i Catalogue of Life.
Individerna blir cirka 50 mm långa (huvud och bål) och har en cirka 10 mm lång svans. Deras päls är rödbrun till brun. Liksom närbesläktade bladnäsor har Lionycteris spurrelli en långsträckt nos och en lång tunga med små knölar. Hudfliken vid näsan (bladet) är kortare och bredare än hos släktet Lonchophylla. Arten skiljer sig dessutom genom en avvikande tandkonstruktion från andra bladnäsor. Djuret väger cirka 9 g och hanar är i genomsnitt lite tyngre än honor.
Denna fladdermus förekommer i norra Sydamerika från Amazonområdet norrut och kanske i södra Panama. Arten vistas i låglandet och i bergstrakter upp till 1400 meter över havet. Habitatet utgörs bland annat av regnskogar och fuktiga savanner. Lionycteris spurrelli besöker även fruktträdodlingar och trädgårdar.
Individerna vilar i grottor och bergssprickor. Där bildar de ibland kolonier med upp till tusen medlemmar. Troligen har Lionycteris spurrelli samma föda som släktet Lonchophylla, alltså nektar, pollen, frukter och insekter.